# موسی لامیدی
موسی لامیدی (انگلیسی: Moses Lamidi؛ زادهٔ ۵ ژانویهٔ ۱۹۸۸) بازیکن فوتبال اهل آلمان است.
از باشگاه‌هایی که در آن بازی کرده‌است می‌توان به باشگاه فوتبال اف‌اس‌وی فرانکفورت، باشگاه فوتبال وایله بلدکلوب، باشگاه فوتبال کارلسروهه، باشگاه فوتبال اوردینگن ۰۵، و باشگاه فوتبال بروسیا مونشن‌گلادباخ اشاره کرد.
وی همچنین در تیم ملی فوتبال زیر ۲۰ سال آلمان بازی کرده‌است.